# Chapter One: Make Your Mark
"Chapter One: Make Your Mark" es el episodio piloto de la comedia negra de HBO Barry. Fue dirigida por Bill Hader, quien protagoniza la serie en el papel principal, y coescrita con Alec Berg. El episodio establece la trama de la serie, sobre un veterano estadounidense convertido en sicario que decide seguir una carrera como actor después de seguir una marca en unas clases de actuación. Fue lanzado el 25 de marzo de 2018. 
"Chapter One: Make Your Mark" recibió elogios de la crítica. Por el episodio, Bill Hader ganó un premio del Directors Guild of America por logros destacados como director en una serie de comedia. 

## Trama
Barry Berkman (Bill Hader) es un veterano de la Infantería de marina convertido en sicario afincado en Cleveland. Al regresar a casa después de completar un trabajo, Fuches (Stephen Root), su entrenador y mentor, se acerca a Barry y le asigna una tarea para la mafia chechena en Los Ángeles. Fuches espera que un cambio de escenario anime al agotado Barry. 
En Los Ángeles, Barry conoce al jefe de la mafia chechena Goran Pazar (Glenn Fleshler) y su mano derecha "NoHo" Hank (Anthony Carrigan), quienes le piden que mate a Ryan Madison (Tyler Jacob Moore), un entrenador personal que trabaja con la esposa de Goran, Oksana y que ha descubierto que tiene una aventura juntos.
Barry sigue a Ryan hasta un centro comunitario y tras esperarlo por varias horas, decide entrar a explorar. Al acercarse, escucha a una mujer gritar. Descubre que ella está ensayando líneas de un guion. Ella lo regaña por romper su concentración y entra corriendo al edificio. Barry la sigue y entra a un teatro donde un hombre y la mujer que acaba de interrumpir están actuando en el escenario. El profesor de teatro, Gene Cousineau (Henry Winkler), insulta a Sally Reed (Sarah Goldberg), la estudiante que Barry encontró afuera. Cousineau anima a Sally a terminar su escena, lo que ella hace con fervor. Mientras Barry observa a Sally, Ryan se le acerca por detrás y le pide que realice una escena con él. Realizan una escena de la película True Romance, con Barry leyendo sin comprender sus líneas del guion.
Al terminar la clase, Sally invita a Barry a unirse a los estudiantes en un bar, donde ella y los demás intercambian ideas sobre qué monólogo puede preparar Barry para la clase. Mientras Sally y sus compañeros bailan, Barry la observa y se encapricha. Luego, Barry lleva a un Ryan ebrio a casa, quien abraza a Barry. Mientras tanto, NoHo Hank y su secuaz observan en secreto desde lejos. A la mañana siguiente, Fuches lo visita y le cuenta lo que vio NoHo Hank. Barry explica que quiere dedicarse a la actuación, pero Fuches dice que debe completar el trabajo y olvidarse de actuar, o de lo contrario los chechenos los matarán.
Por la noche, Barry se acerca a Cousineau afuera del centro comunitario. Barry confiesa que es un sicario y le dice a Cousineau que está deprimido por su vida y quiere cambiarla. Sin embargo, Cousineau supone que Barry simplemente estaba realizando un monólogo, permitiéndole entrar a su clase. Barry le dice a Cousineau que su apellido es Block, una idea propuesta por Ryan un día antes. 
Barry sigue a Ryan a su apartamento y se acerca a su auto, preparándose para matarlo. Sin embargo, Barry se da cuenta de que Ryan ya había sido asesinado a tiros. Barry descubre a NoHo Hank y dos secuaces en un coche al otro lado de la calle. NoHo Hank ordena a un secuaz que le dispare a Barry, pero toma represalias disparando a los tres, matando a los dos secuaces mientras NoHo Hank escapa. Mientras la policía llega corriendo al lugar, Barry se esconde en un restaurante cercano. Atendido por una camarera aprendiendo líneas para una audición, Barry declara que él también es actor.

## Producción
En 2014, Hader firmó un acuerdo de desarrollo con HBO y se acercó al codirector del programa Alec Berg para que lo ayudara a desarrollar una serie de televisión. Barry es el primer proyecto de dirección de Hader y el primer proyecto importante después de dejar Saturday Night Live.

## Lanzamiento
El episodio se estrenó en HBO el 25 de marzo de 2018. 

## Recepción de la crítica
El episodio recibió elogios de la crítica.  Charles Bramesco le dio al episodio 5/5 estrellas en una reseña para Vulture.  Sobre la actuación de Bill Hader en el piloto, Vikram Murthi escribió para The AV Club: "El retrato sobrio de la depresión de Hader eleva el material ganador de maneras interesantes, especialmente en las escenas de actuación... Barry podría haber pronunciado sus líneas con una voz apresurada y monótona, pero el cortés aplauso, aunque dirigido a Ryan, fue suficiente para que se contagiara". 

### Premios
El episodio fue nominado a dos premios Primetime Emmy en Mejor Dirección en Serie de Comedia y Mejor Guion de Serie de Comedia. El Writers Guild of America nominó a Bill Hader y Alec Berg en la categoría Televisión: Comedia episódica. 
Bill Hader ganó el premio del Directors Guild of America por logros destacados como director en una serie de comedia. 